# Roland Asch
Pour les articles homonymes, voir Asch.
Roland Asch, né le 12 octobre 1950 à Altingen, un quartier d'Ammerbuch, est un pilote automobile allemand. Il est concessionnaire Ford à Ammerbuch et son fils Sebastian Asch est lui aussi pilote automobile.

## Biographie
Il commence sa carrière en 1973 par le slalom avant de devenir Champion d'Allemagne de course de côte en 1981. Il participe ensuite à divers championnats de voiture de tourisme en Allemagne.
À deux reprises, Roland Asch a été concerné par une controverse en course. En 1999, lors de la finale de la Super Tourenwagen Cup, il est accusé d'avoir volontairement heurté Christian Abt pour favoriser son coéquipier Uwe Alzen mais malgré le résultat final en faveur d'Uwe Alzen, les commissaires de courses ont donné le championnat à Christian Abt.
En 1994, Asch sur Mercedes, a été impliqué dans un incident honteux en DTM au Alemannenring. Alessandro Nannini, en course pour son rival Alfa Romeo, sur une Alfa 155 V6, était le leader du championnat et virtuellement DTM Champion à l'issue de cette même course. Asch courait doublé et très loin dans les classements inférieurs. C'était une course humide. Asch pouvait voir Nannini très proche et tentant même si le pilote italien avait 1 tour d'avance dans le classement. En atteignant une épingle, alors que tous les autres pilotes étaient sur la meilleure trajectoire, Asch a décidé d'entrer dans l'épingle sur une trajectoire insensée et il n'a même pas utilisé ses freins. Comme tout le monde pouvait le prévoir, sa Mercedes a frappé l'Alfa de Nannini en lui causant un tour de plus de 90 ° et en le poussant contre le garde-corps. Un coup mortel, une manœuvre inacceptable. À la suite de cela, Nannini est tombé dans le classement de la course et le coéquipier d'Asch Mercedes Klaus Ludwig a remporté le championnat. Après être entré dans les stands pour remplacer les pneus, Nannini est rentré sur la piste, a atteint Asch et, une fois à la même épingle, intentionnellement l'a éjecté de la piste pour se venger. Pas assez pour se venger d'un titre de champion perdu mais tout à fait quelqu'un devait gifler les Allemands sans honneur.

## Palmarès
- Porsche Carrera Cup[3] (seul quadruple vainqueur du championnat)
  - Champion de Porsche 944 Turbo Cup Allemagne en 1987, 1988 et 1989
  - Champion de Porsche Carrera Cup Allemagne en 1991
  - Trente victoires en Porsche Carrera Cup Allemagne[4]
  - Une victoire en Porsche Supercup sur le Hockenheimring en 1999

- DTM
  - Vice-champion en 1988 et 1993
  - Six victoires entre 1989 et 1993